# Vitina, Smolean
Vitina (în bulgară Витина) este un sat în comuna Rudozem, regiunea Smolean,  Bulgaria. 

## Demografie
Componența etnică a satului Vitina
     Bulgari (95,42%)
     Nicio identificare (2,28%)
     Altele (2,28%)
La recensământul din 2011, populația satului Vitina era de 175 locuitori. Din punct de vedere etnic, majoritatea locuitorilor (95,42%) erau bulgari. Pentru 2,28% din locuitori nu este cunoscută apartenența etnică.